# Берген (Северная Голландия)
Бе́рген (нидерл. Bergen) — община в Нидерландах.

## География
Община Берген находится на западе провинции Северная Голландия, у побережья Северного моря, к западу от Алкмара. В состав общины входят деревня Берген, поселения Эгмонд и Схорл. Численность населения общины составляет 31 964 человека (на 2005 год).
На территории общины находятся морские курорты Берген-ан-Зе, Эгмонд-ан-Зе и Схорл-ан-Зе, все три — с длинными песчаными пляжами. Между Схорл-ан-Зе и Берген-ан-Зе находится участок, где разрешено пребывание нудистов.
Значительная часть территории общины покрыта дюнами; дюнные пейзажи здесь одни из красивейших в Нидерландах. Уже более 100 лет в Бергене существует колония художников (Бергенская школа), отразившая на холсте красоты местной природы. Кроме дюн в Бергене сохранились небольшие лесные массивы, луга и озёра.
В Берген-ан-Зе находится большой океанариум. На территории всей общины Берген расположено множество отелей, кемпингов и мотелей для обслуживания многочисленных туристов.

## История
В 1799 г. под Бергеном англо-русские войска потерпели поражение от французов.

## Достопримечательности
Церковь Святого Иоанна Крестителя на территории посёлка Катрейп.
Старокатолический приход в Эгмонд-анд-Зее.